# فولاذ الأدوات

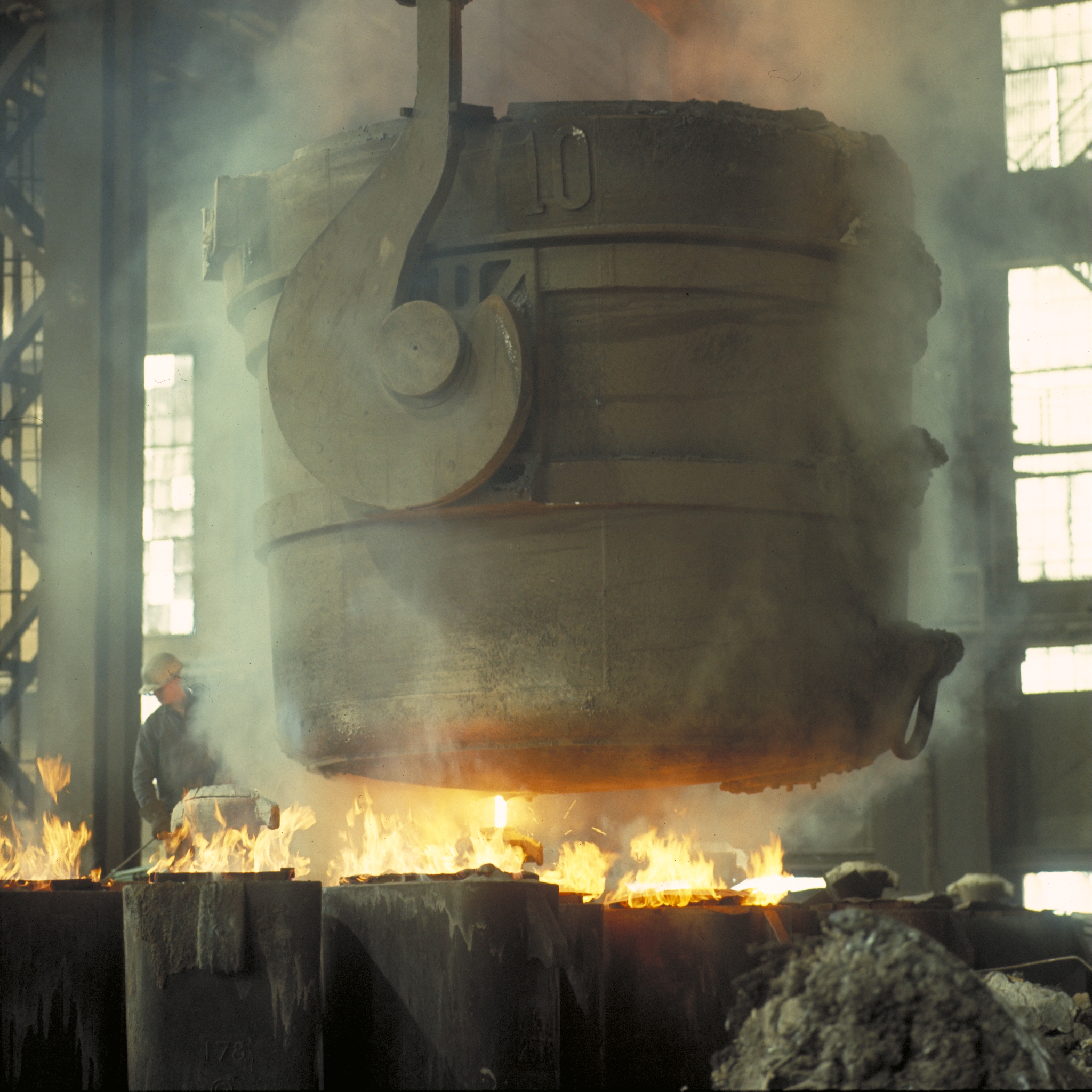

فولاذ الأدوات يشير هذا المصطلح إلى أنواع الحديد الصلب وسبائك الفولاذ الملائمة لصناعة الأدوات ، والتي تحتوي من بين العناصر السبائكية على كميات كبيرة نسبياً من التنجستن والموليبدنوم والفاناديوم والمنغنيز والكروم، مما يجعلها قادرة على ملائمة ظروف التشغيل والقطع الشديدة حيث تتعرض أثناء الاستخدام بشكل مفاجئ ومتكرر إلى أحمال كبيرة جداً، وفي كثير من عمليات التصنيع يرافق ظروف التحميل السابقة درجات حرارة عالية، لذلك لا بد لهذه الأصلاب أن تتحمل كل هذه الظروف دون أن تنكسر أو تتشكل أو أن تتآكل، بل وتحافظ على صلابتها ومتانتها حتى لا تفقد فاعليتها كأدوات قطع وتشكيل.